# Корнелій Вандербільт
Корнелій Вандербільт (англ. Cornelius Vanderbilt) спочатку Ван Дер Більт (англ. Van Der Bilt; 27 травня 1794, Порт-Річмонд, нині Стейтен-Айленд, Нью-Йорк — 4 січня 1877, Нью-Йорк) — магнат, бізнесмен і філантроп, який побудував своє багатство на залізниці і судноплавстві. Один з найбагатших і найуспішніших підприємців США XIX століття, засновник впливового роду Вандербільтів. Зробив перший внесок у створення Університету Вандербільта, який названо на його честь.

## Предки
Прапрадід Корнелія Вандербільта, Jan Aertson або Aertszoon, був голландським фермером із села De Bilt в Утрехті, Нідерланди, який емігрував до Нью-Йорку як законтрактований робітник у 1650 році. Гол. van der («з») було в результаті додано до назви села діда й утворило «van der Bilt» («з Де Більту»), що зрештою перетворилось у «Вандербільт».

## Біографія
Корнелій Вандербільт народився 27 травня 1794 року на родовій фермі в Стейтен-Айленді. Він був четвертою дитиною в сім'ї Корнеліуса і Феби Вандербільт (уродженої Хенд). Батько майбутнього мільйонера був бідним фермером і заробляв також як човняр у Нью-Йоркському порту. Корнелій Вандербільт-молодший уже в 11 років залишив школу і на власному досвіді почав вивчення проток і течій у районі Нью-Йорку. За місяць до 16-річчя він оголосив матері, що збирається піти з дому і стати моряком. Мати розуміла, що синові просто потрібно власне судно, і тому зробила синові ділову пропозицію: він зоре і засіє на їхній фермі кам'янисту ділянку в 8 акрів, після чого отримає від неї в борг 100 доларів на придбання судна. Так. у 16 років він став власником невеликої баржі під назвою «Швидкохідна». Корнелій перевозив пасажирів, беручи з них по 18 центів. До кінця року він віддав матері борг і вніс до сімейного бюджету понад тисячу доларів. Незабаром у його володінні перебувала вже ціла флотилія з дрібних суден.
Під час англо-американської війни 1812 року Корнелій, попри блокаду англійцями нью-йоркської гавані, перевозив по морю припаси для шести американських гарнізонів, розташованих на її берегах. 19 грудня 1813 року він одружився зі своєю сусідкою і кузиною Софією Джонсон (1795–1868), дочкою його тітки Елізабет Джонсон. Вони переїхали в пансіонат на Брод-стріт на Мангеттені. У них з дружиною народилося 13 дітей, одне з яких померло в дитинстві. На додачу до свого підприємства з перевезення Вандербільт купив шхуну «Шарлотта», яка належала його зведеному брату, і зайнявся торгівлею харчовими продуктами та іншими товарами. Коли Вандербільту виповнилося 22 роки, він був власником уже кількох суден і йому вдалося зібрати 9000 доларів.
У 1818 році Корнелій Вандербільт, призначивши керуючого для своєї транспортної лінії, стає керуючим пароплавною лінією в Томмаса Гіббонса, плантатора із Джорджії. У той час Гіббонс змагався з монополією на пароплавні перевезення у водах Нью-Йорку, виданої Нью-Йоркським муніципалітетом впливовому підприємцю Роберту Лівінгстону та інженеру Роберту Фултону. Хоча обидва вони до того часу вже померли, монополія належала нащадкам Лівінгстона, які надали ліцензію на перевезення між Нью-Йорком і Нью-Джерсі Аарону Огдену. Гіббонс переслідував також і особисті мотиви, бажаючи розорити Огдена. Для того, щоб здійснити свій задум, він зрізав ціни і подав позов до Верховного суду США, сподіваючись повалити монополію.
Працюючи на Гіббонса, Вандербільт навчився керувати великим і складним бізнесом. Він переїхав до Нью-Брансвіка в штаті Нью-Джерсі — на пароплавну станцію на лінії Гіббонса між Нью-Йорком і Філадельфією, де його дружина, Софія, тримала дуже прибутковий готель. Вандербільт також швидко вчився юриспруденції, представляючи Гіббонса на зустрічах з юристами. Він найняв Деніела Вебстера, відомого на той час юриста, для захисту свого власного позову проти монополії Лівінгстонів, який розглядався відразу після справи Гіббонса. Хоча суд так і не розглянув цей позов, оскільки виніс рішення про те, що влада певного штату не має права перешкоджати торгівлі між штатами (у цьому випадку видавати монопольні права). Ця справа досі відіграє важливу роль у становленні законодавства у США.

## Пароплави
Після смерті Томаса Гіббонса в 1826 році Вандербільт працював на його сина Вільяма до 1829 року. Хоча він завжди вів справи власної лінії, тепер він працював суто на себе. Крок за кроком Корнелій відкривав лінії між Нью-Йорком і навколишніми регіонами. Спершу він взяв на себе лінію Гіббонса в Нью-Джерсі, потім переключився на захід затоки Лонг-Айленд.
У 1831 році він взяв на себе транспортну лінію, яка належала його брату, Джейкобу, в місті Пікскіл, Нью-Йорк в нижній течії Гудзону. Того року Вандербільт зіткнувся з конкуренцією з боку Деніеля Дрю, який змусив Вандербільта викупити його справу. Вражений цим Вандербільт і Дрю стали таємними партнерами на наступні 30 років, оскільки обидва вирішили, що конкурентна боротьба між ними марна.
8 листопада 1833 року Вандербільт мало не загинув у залізничній аварії між Хайтстауном та Спотсвудом у Нью-Джерсі на залізниці Кемдена і Амбоя. Також пасажиром поїзда був екс-президент США Джон Квінсі Адамс. 1834 року Вандербільт боровся з пароплавною монополією між Нью-Йорком і Олбані. Використовуючи назву «The People's Line» для своєї кампанії, він намагався асоціювати її з президентом-демократом Ендрю Джексоном, який прийшов до влади. До кінця року монополія виплатила велику суму як викуп і він переключив свої операції на протоку Лонг-Айленд.
У 30-х роках XIX століття США переживали першу хвилю індустріальної революції. У величезних кількостях відкривалися перші текстильні фабрики в Новій Англії. Багато перших залізниць у США будувалися між Бостоном та протокою Лонг-Айленд з метою з'єднання з пароплавними лініями, які ведуть до Нью-Йорку. До кінця десятиліття Вандербільт лідирував у пароплавному бізнесі в Протоці; він почав перехоплювати управління довколишніми залізницями. 1840 року він вирішив захопити залізницю «Стонінгтон», яка з'єднувала Нью-Йорк з Бостоном. Знижуючи ціни на конкуруючих дорогах, Вандербільт викликав тривогу на біржі, яка призвела до падіння цін на акції «Стонінгтон», і в 1847 році став президентом цієї залізниці, котра стала першою з багатьох, над якими він пізніше отримає контроль.
Протягом наступних років Вандербільт також вів й інші справи. Зокрема, він заволодів багатьма об'єктами нерухомості в Нью-Йорку і Стейтен-Айленді і захопив Стейтен-Айленд Феррі в 1838 році. Саме в 1830-х він отримав прізвисько «комодор» — вище військове звання у Флоті США. Прізвище для видного діяча пароплавного бізнесу причепилося до Вандербільта до кінця 1840-х.

## Міжконтинентальні перевезення
Коли в 1849 році почалася Золота лихоманка в Каліфорнії, Вандербільт переключився з регіонального пароплавства на міжконтинентальні перевезення. Багато мігрантів, що прямували до Каліфорнії, і майже все золото, спрямоване на східне узбережжя США, відправлялося пароплавом у Панаму, де слід було подолати перевал (пізніше була заснована Панамська залізниця для створення комфортніших умов). 
Вандербільт запропонував ідею створення каналу через Нікарагуа, оскільки ця країна була ближче до США. Він хотів прокласти канал через озеро Нікарагуа і річку Сан-Хуан. Але Вандербільту не вдалося залучити достатньо коштів для будівництва каналу і він проклав пароплавний маршрут у Нікарагуа й заснував компанію з перевезення пасажирів. Маршрут пролягав на пароплаві по озеру і річці, залізничним шляхом, довжиною в 12 миль між портом Сан-Хуан-дель-Сур в Тихому океані і Вірджін-Бей на озері Нікарагуа.
У 1852 році розбіжності з Джозефом Вайтом, партнером Вандербільта по бізнесу, призвели до конфлікту — у підсумку Вандербільт змусив керівництво компанії викупити його кораблі по величезній ціні. На початку 1853 року він разом з родиною вирушив у тур по Європі на яхті «Північна зірка». Поки він був відсутній, Вайт змовився з Чарльзом Морганом, колишнім союзником Вандербільта, з метою заморозити виплату грошей від компанії.
Коли Вандербільт повернувся, у відповідь він проклав пароплавну лінію до Каліфорнії і став знижувати ціни, доки Морган і Вайт не викупив її. Після цього Корнелій вирішив зайнятися перевезеннями через Атлантику, конкуруючи з «Collins Line», яку очолював Едвард Коллінс. Зрештою, стараннями Вандербільта, Коллінс збанкрутував. У 50-х роках він також отримав контроль над багатьма корабельнями і «Allaire Iron Works», головним виробником суднових парових двигунів у Нью-Йорку.
У листопаді 1855 року Вандербільт вирішив повернути втрачений контроль над заснованою ним компанією в Нікарагуа. Того ж року авантюрист Вільям Вокер захопив владу в Нікарагуа. Едмунд Рендольф, близький друг Вокера, примусив Корнеліуса Гаррісона — агента компанії Вандербільта в Сан-Франциско — виступити проти нього. Рендольф переконав Вокера оголосити існування компанії незаконним і передати йому всі активи компанії і права на перевезення. Рендольф пізніше продав їх Гаррісону. Гаррісон втягнув в операцію Чарльза Моргана з Нью-Йорку. Усі ці дії були невідомі ані широкій публіці, ані Ванденбільту, який якраз став до керівництва компанією. Після звістки про це підприємець спробував переконати уряди США і Великої Британії допомогти йому повернути компанії її права і власність, але отримав відмову.
Тоді Ванденбільт пішов на переговори з урядами Коста-Рики та інших країн, які оголосили Вокеру війну. Корнелій відправив людину в Коста-Рику, яка організувала рейд, метою якого було захопити пароплави, що стояли на річці Сан-Хуан, відрізавши Вокера від підкріплення з боку США. Вокер був змушений здатися і був депортований з країни офіцером Військово-морського флоту США. Але новий уряд Нікарагуа відмовив Вандербільту відновити перевезення, тож він створив пароплавну лінію в Панаму, у підсумку ставши монополістом у перевезенні вантажів і пасажирів з Каліфорнії.

## Громадянська війна
Коли почалася Громадянська війна в 1861 році, Вандербільт спробував надати флоту США його найбільший корабель, «Вандербільт». Секретар флоту Гідеон Велс відмовився, вважаючи цю операцію занадто дорогою, сподіваючись, що війна виявиться короткою. У Вандербільта не було іншого вибору, окрім як здати корабель в оренду Військовому департаменту за ціною, встановленою брокерами. Коли броненосець конфедератів «Вірджинія» (відомий на півночі також як «Меррімак») прорвав блокаду військ північних штатів у Гемптон-Роудсі, штат Вірджинія, військовий секретар Едвін Стентон і президент Авраам Лінкольн покликали Вандербільта на допомогу. Цього разу він успішно надав корабель, обладнавши його тараном і підібравши кваліфікованих офіцерів. Це допомогло стримувати «Вірджинію», після чого Вандербільт перетворив його на крейсер для полювання на піратський корабель «Алабама», капітаном якого був Рафаель Семмс. Вандербільт також спорядив велику експедицію в Новий Орлеан. Проте він втратив свого молодшого й улюбленого сина та спадкоємця Джорджа Вашингтона Вандербільта, який закінчивши Військову Академію США, важко захворів і помер, так і не побачивши битви.

## Кінець життя
До середини 1850-х Вандербільт став найбільшим судновласником США. 1853 року, маючи 11 мільйонів доларів у банку, Вандербільт вирішив відпочити. Він побудував 80-метрову яхту «Північна зірка» вартістю пів мільйона доларів. Це була перша такого класу приватна яхта — з оббитими оксамитом меблями, з десятьма салонами та оздобленою мармуром їдальнею. З усією сім'єю і в компанії друзів він здійснив круїз навколо Європи. Коли яхта проходила повз маленьку ферму на Стейтен-Айленді, Вандербільт наказав дати військовий салют на честь його 86-річної матері. Повернувшись з подорожі, Вандербільт виявив, що його агенти, яким він доручив керувати перевезеннями через Нікарагуа, ведуть подвійну гру, намагаючись прибрати підприємство до своїх рук. Оскаженілий Вандербільт написав короткий лист:
|  | Джентльмени, ви спробували мене ошукати. Я не переслідуватиму вас через суд, бо це занадто довга справа. Я вас просто розчавлю. Щиро ваш, К. Вандербільт. |

Корнелій створив альтернативний маршрут через Панаму і дуже сильно знизив ціни. Суперники капітулювали через рік. Більше того, через рік усі інші компанії-конкуренти, не витримавши війну цін, погодилися виплатити 40 000 доларів за відмову від нікарагуанського маршруту.
У 1873 році Вандербільт відкриває залізничне сполучення між Нью-Йорком і Чикаго. У тому ж році магнат жертвує 1 мільйон доларів на побудову університету в місті Нашвілл (Університет Вандербільта). Нині цей університет належить до найпрестижніших вищих навчальних закладів США.
Поряд з Ендрю Карнегі, Джоном Д. Рокфеллером і Джоном П. Морганом, Корнелій Вандербільт був найбільшим підприємцем США 2-ї половини XIX століття. Завдяки вдалим біржовим спекуляціям він ще більше наростив свої статки. Так, до кінця життя Корнелій Вандербільт мав більш ніж 100 мільйонів доларів, що в купівельному еквіваленті на 2008 рік становило 143 мільярди доларів. Сучасники називали Корнелія Вандербільта «Залізничним королем» (Railroad King) і «Комодором» (Commodore). За політичними переконаннями Корнелій Вандербільт був республіканцем.
Корнелій Вандербільт був похований у родинному склепі на Моравському кладовищі в Нью-Дорпі на Стейтен-Айленді.